# Stolper- und Gedenksteine in Prag

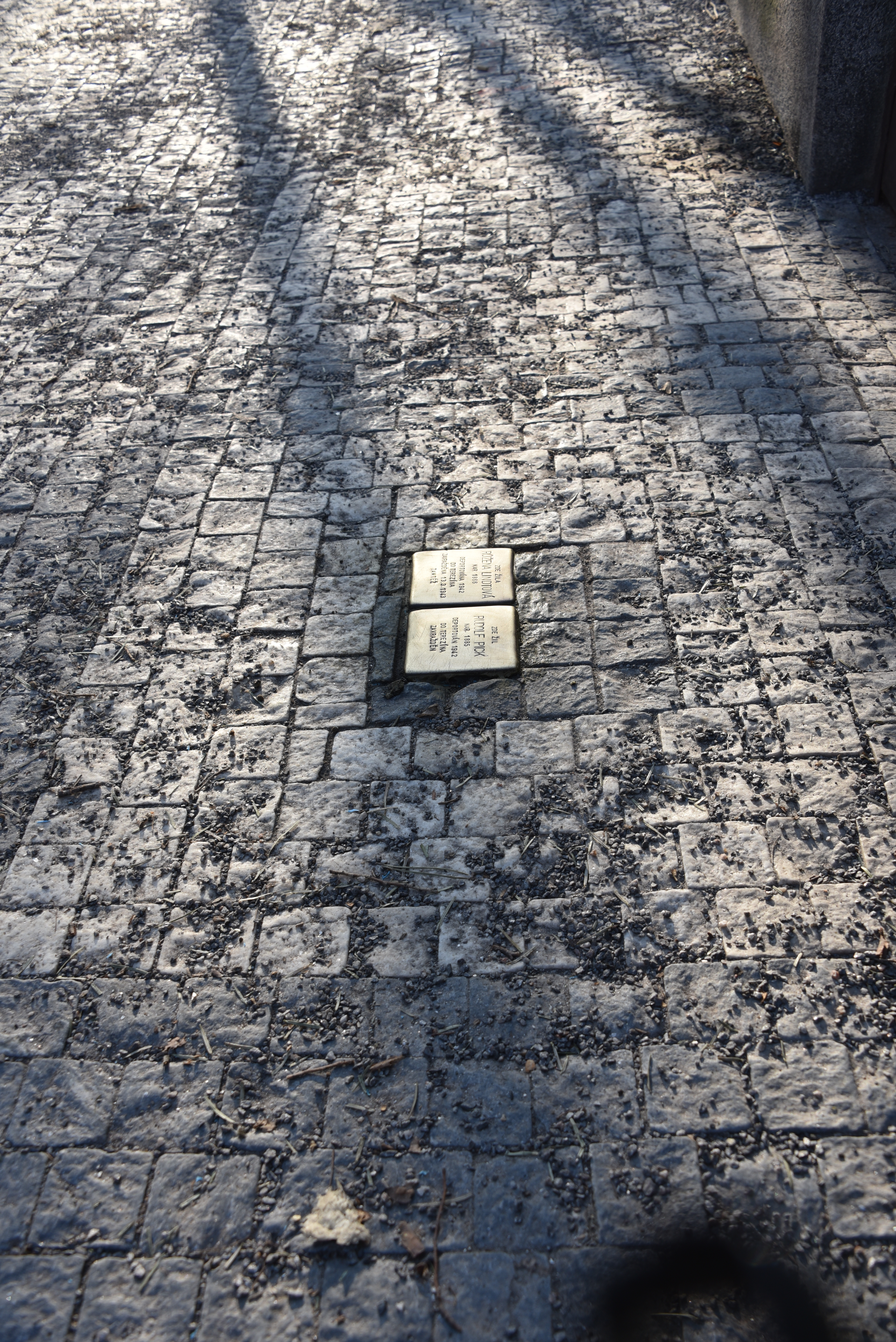
Stolpersteine für Růžena Lindtová und Rudolf Pick vor dem Haus Ovenecká 98/43 in Prag-Bubeneč

Die Stolpersteine in Prag geben einen Überblick über die Stolpersteine in der tschechischen Hauptstadt Prag (tschechisch: Praha), die an das Schicksal jener Menschen aus dieser Region erinnern, die von den Nationalsozialisten ermordet, deportiert, vertrieben oder in den Suizid getrieben wurden. Die Stolpersteine wurden von Gunter Demnig verlegt.
Das tschechische Stolpersteinprojekt Stolpersteine.cz wurde 2008 durch die Česká unie židovské mládeže (Tschechische Union jüdischer Jugend) ins Leben gerufen und stand unter der Schirmherrschaft des Prager Bürgermeisters. Bislang wurden in Prag mehr als 260 Stolpersteine verlegt. Die Stolpersteine liegen vor dem letzten selbstgewählten Wohnort des Opfers. Die Stolpersteine werden auf Tschechisch Kameny zmizelých genannt, Steine der Verschwundenen.

## Stolpersteine in Prag

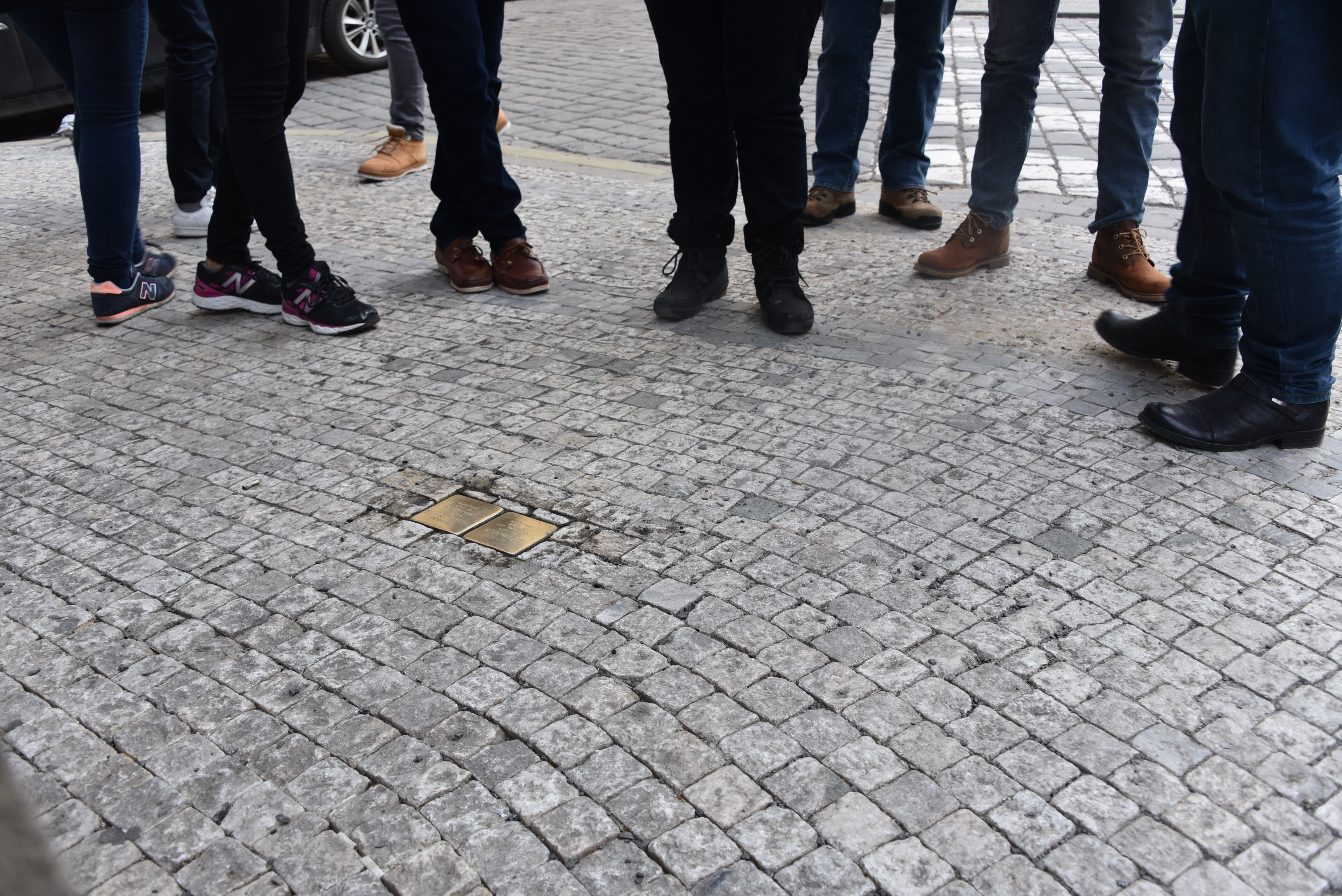
Eduard und Hermína Böhm Josefov
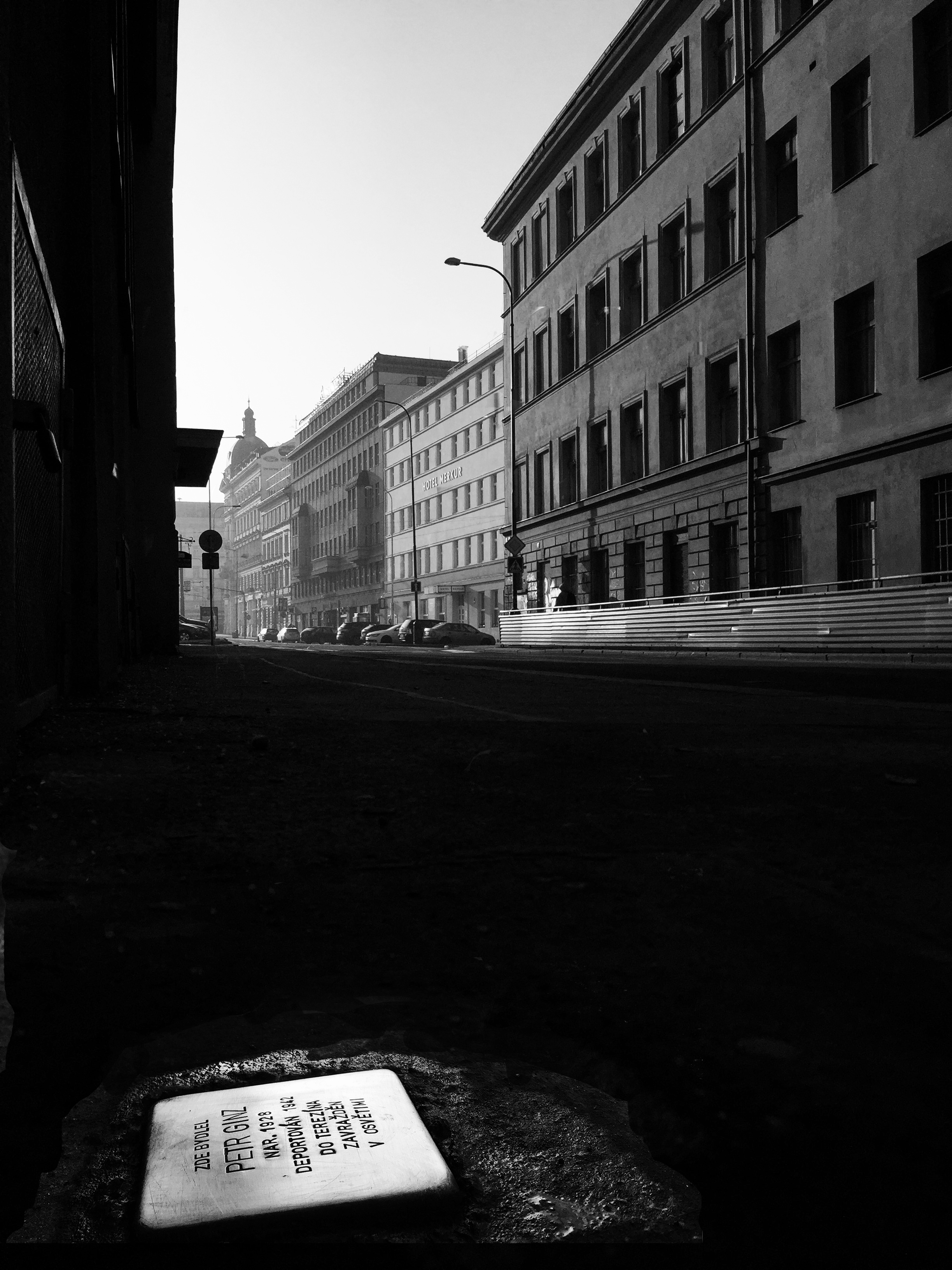
Petr Ginz Nové Město
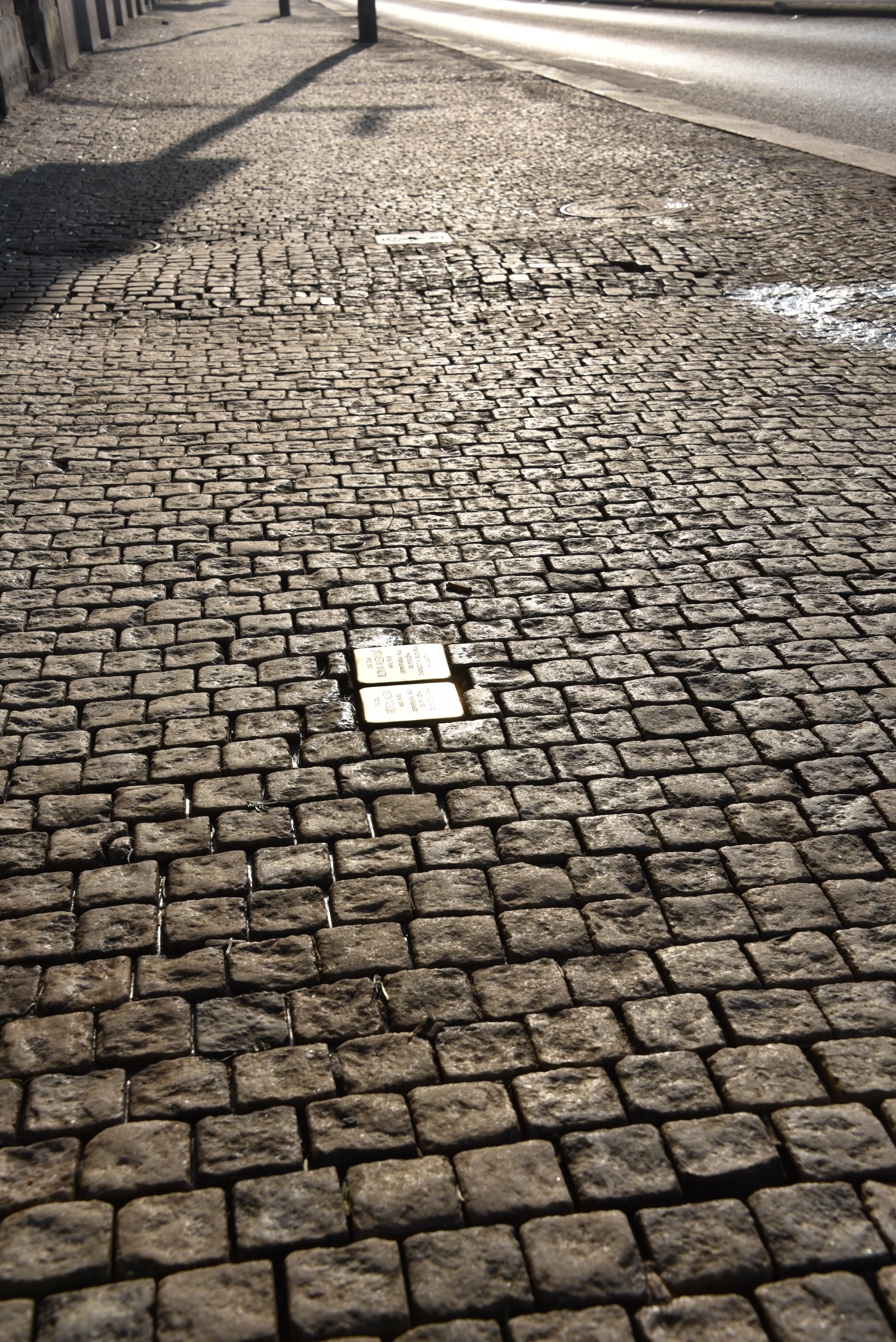
Gideon und Ilona Klein Nové Město
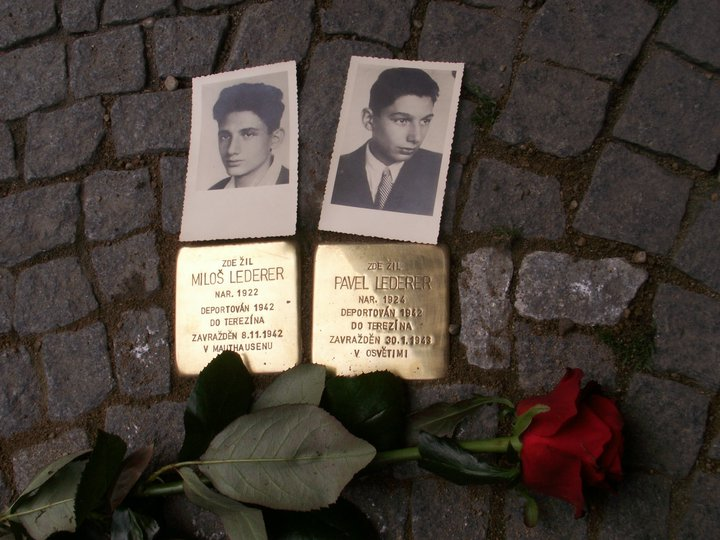
Miloš und Pavel Lederer Vinohrady

Die Stolpersteine in Prag wurden von Gunter Demnig persönlich an folgenden Tagen verlegt: 8. Oktober 2008, 7. November 2009, 12. Juni 2010, 13. bis 15. Juli 2011 und 17. Juli 2013. Weitere Verlegungen erfolgten am 28. Oktober 2012. Die folgenden Bezirksnamen sind mit der jeweiligen Stolperstein-Liste verknüpft.
- Josefov, 29 Stolpersteine
- Staré Město, 36 Stolpersteine
- Nové Město, 39 Stolpersteine
- Malá Strana, 3 Stolpersteine
- Nusle, 5 Stolpersteine
- Vinohrady, 65 Stolpersteine
- Žižkov, 11 Stolpersteine
- Podolí, 6 Stolpersteine
- Michle, 4 Stolpersteine
- Smíchov, 5 Stolpersteine
- Bubeneč, 19 Stolpersteine
- Břevnov, 1 Stolperstein
- Dejvice, 1 Stolperstein
- Holešovice, 14 Stolpersteine
- Karlín, 14 Stolpersteine
- Libeň, 5 Stolpersteine
- Vršovice, 10 Stolpersteine
- Modřany, 2 Stolpersteine

Ohne Anspruch auf Vollständigkeit.

## Gedenksteine in Prag
In der Liste der Stolpersteine in Prag-Josefov sind zusätzlich zwei Gedenksteine für NS-Opfer berücksichtigt, die den Demnig'schen Stolpersteinen nachempfunden sind, jedoch nicht vom Künstler gestaltet und verlegt wurden. Sie unterscheiden sich von den Original-Stolpersteinen insbesondere durch die Sprache der Inschrift. Diese ist in Englisch abgefasst.